# دين ويستون
دين ويستون (2 فبراير 1973 في أنتيغوا وباربودا - ) (بالإنجليزية: Dane Weston)‏ هو لاعب كريكت أمريكي. شارك مع منتخب جزر العذراء الامريكية للكريكت ‏. أما مع النوادي، فقد لعب مع Leeward Islands cricket team ‏.

## وصلات خارجية
- دين ويستون على موقع إي آس بي آن كريك إنفو (الإنجليزية)